# إريك موراليس
إريك موراليس (بالإسبانية: Érik Morales)‏ مواليد 1 سبتمبر 1976 في تيخوانا، هو ملاكم مكسيكي يصنف ضمن فئة وزن الوسط. حقق بطولة المجلس العالمي للملاكمة وبطولة الاتحاد الدولي للملاكمة وبطولة منظمة الملاكمة العالمية.

## إحصائيات
خاض خلال مسيرته 61 نزالا، فاز في 52 وخسر في 9. فاز بالضربة القاضية في 36 نزالا.

## روابط خارجية
- إريك موراليس على موقع بوكس ريك (الإنجليزية) (registration required)